# 約瑟夫·加蘭德
約瑟夫·加蘭德（英語：Joseph Garland，1983年1月1日—1973年8月4日）是一位美国心脏病学家，1947年至1967年担任新英格兰医学杂志（New England Journal of Medicine）總編輯，1953年成为美国文理科学院院士。